# Montijo
Montijo – miejscowość w Portugalii, leżąca w dystrykcie Setúbal, w regionie Lizbona w podregionie Półwysep Setúbal. Miejscowość jest siedzibą gminy o tej samej nazwie.

## Klimat
| Miesiąc                                                                                                   | Sty  | Lut  | Mar  | Kwi  | Maj  | Cze  | Lip  | Sie  | Wrz  | Paź  | Lis  | Gru  | Roczna |
| --- | ---- | ---- | ---- | ---- | ---- | ---- | ---- | ---- | ---- | ---- | ---- | ---- | ------ |
| Średnie temperatury w dzień [°C]                                                                          | 14.7 | 16.2 | 18.6 | 19.7 | 22.2 | 25.8 | 28.5 | 28.7 | 26.8 | 22.5 | 18.3 | 15.5 | 21,5   |
| Średnie dobowe temperatury [°C]                                                                           | 10.1 | 11.6 | 13.7 | 15.0 | 17.4 | 20.4 | 22.6 | 22.8 | 21.2 | 17.7 | 14.0 | 11.4 | 16,5   |
| Średnie temperatury w nocy [°C]                                                                           | 5.8  | 7.2  | 8.6  | 10.2 | 12.4 | 14.9 | 16.6 | 16.8 | 15.6 | 12.7 | 9.4  | 7.3  | 11,5   |
| Opady [mm]                                                                                                | 71.0 | 55.0 | 35.8 | 51.8 | 44.3 | 15.2 | 3.2  | 3.8  | 24.6 | 57.3 | 81.6 | 97.1 | 541    |
| Średnia liczba dni z opadami                                                                              | 11.8 | 10.6 | 8.3  | 11.9 | 9.2  | 4.8  | 1.7  | 2.0  | 5.4  | 9.3  | 12.1 | 13.3 | 100    |
| Średnie usłonecznienie [h]                                                                                | 150  | 160  | 217  | 237  | 280  | 304  | 342  | 338  | 256  | 217  | 160  | 128  | 2789   |
| Źródło: IPMA (liczba dni z opadami dla wartości 0,1 mm, wysokość 14 m n.p.m., 20 km od oceanu, 1971-2000) |      |      |      |      |      |      |      |      |      |      |      |      |        |

## Znane osoby
Urodziła się tu Dulce Pontes, wokalistka muzyki fado.

## Demografia
| Liczba ludności gminy Montijo (1801–2011) | Liczba ludności gminy Montijo (1801–2011) | Liczba ludności gminy Montijo (1801–2011) | Liczba ludności gminy Montijo (1801–2011) | Liczba ludności gminy Montijo (1801–2011) | Liczba ludności gminy Montijo (1801–2011) | Liczba ludności gminy Montijo (1801–2011) | Liczba ludności gminy Montijo (1801–2011) | Liczba ludności gminy Montijo (1801–2011) | Liczba ludności gminy Montijo (1801–2011) |
| ----------------------------------------- | ----------------------------------------- | ----------------------------------------- | ----------------------------------------- | ----------------------------------------- | ----------------------------------------- | ----------------------------------------- | ----------------------------------------- | ----------------------------------------- | ----------------------------------------- |
| 1801                                      | 1849                                      | 1900                                      | 1930                                      | 1960                                      | 1981                                      | 1991                                      | 2001                                      | 2004                                      | 2011                                      |
| 2 676                                     | 5 869                                     | 10 504                                    | 14 832                                    | 30 217                                    | 36 849                                    | 36 038                                    | 39 168                                    | 40 466                                    | 51 222                                    |

## Sołectwa
Sołectwa gminy Montijo (ludność wg stanu na 2011 r.)
- Afonsoeiro (7203 osoby)
- Alto-Estanqueiro-Jardia (2846)
- Atalaia (2239)
- Canha (1689)
- Montijo (29 908)
- Pegões (2375)
- Santo Isidro de Pegões (1538)
- Sarilhos Grandes (3424)